# تحصیل قائدآباد
تحصیل قائدآباد (به انگلیسی: Quaidabad Tehsil) یک تحصیل در پاکستان است که در پنجاب واقع شده‌است.